# Nemzeti Népegészségügyi és Gyógyszerészeti Központ
A Nemzeti Népegészségügyi és Gyógyszerészeti Központ, röviden NNGYK (2023. augusztus 1. előtt Nemzeti Népegészségügyi Központ, röviden NNK) gazdasági szervezettel rendelkező, központi hivatalként működő magyar központi költségvetési szerv, ami 2018-ban az Állami Népegészségügyi és Tisztiorvosi Szolgálat (ÁNTSZ) jogutódjaként jött létre. Megbízott vezetője 2018 decembere óta Müller Cecília országos tisztifőorvos. 2023. augusztus 1-jei hatállyal beleolvadt az Országos Gyógyszerészeti és Élelmezés-egészségügyi Intézet.

## Épülete
Az intézet eredeti, Albert Flórián út felőli épületét Országos Közegészségügyi Intézet néven Jendrassik Alfréd tervezte 1927-ben. A szocializmus idején újabb épületeket emeltek a telekre.
A homlokzaton Jendrassik Tibor szobra található.

## Székhelye

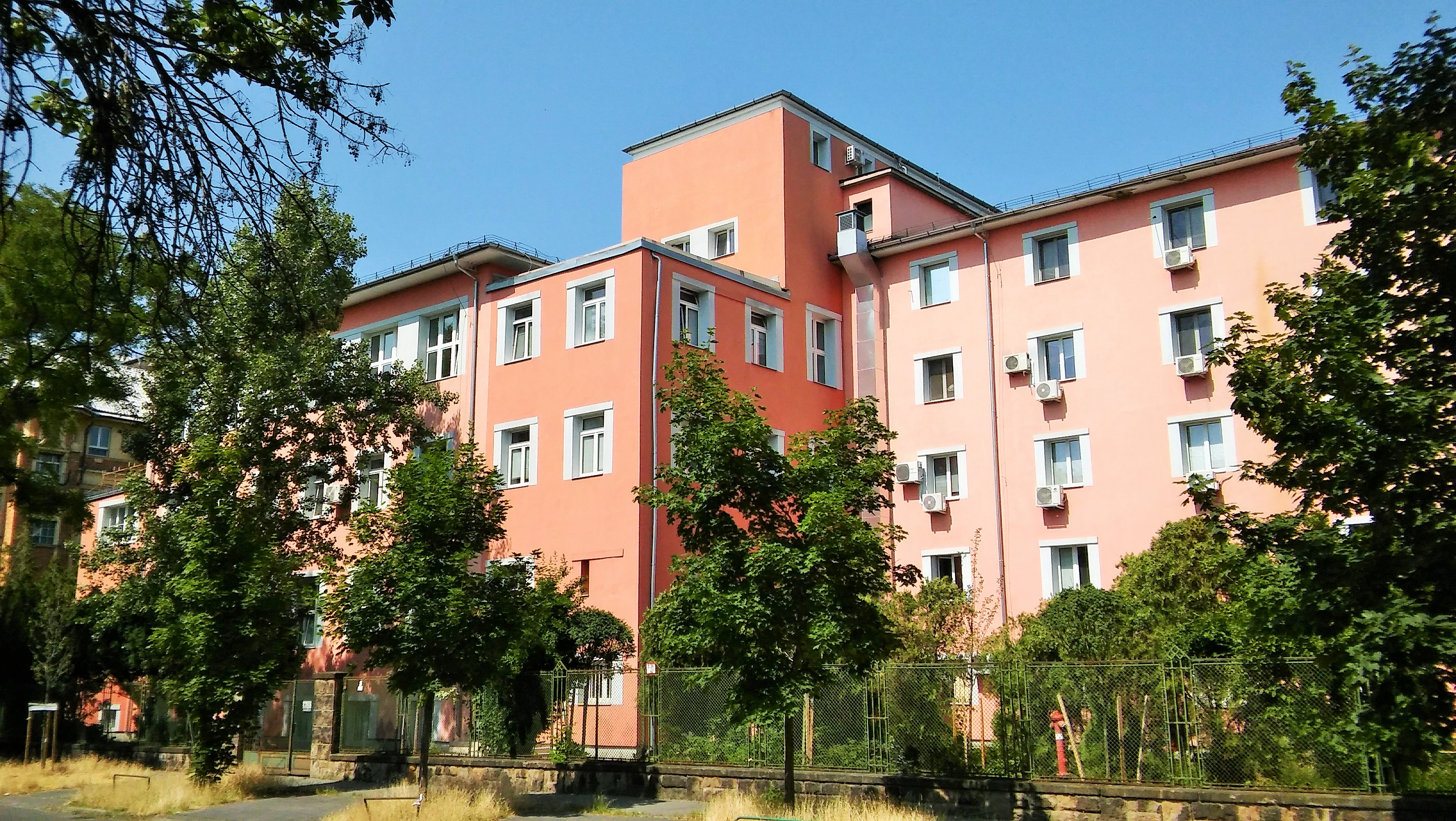
A Nemzeti Népegészségügyi és Gyógyszerészeti Központ épülete

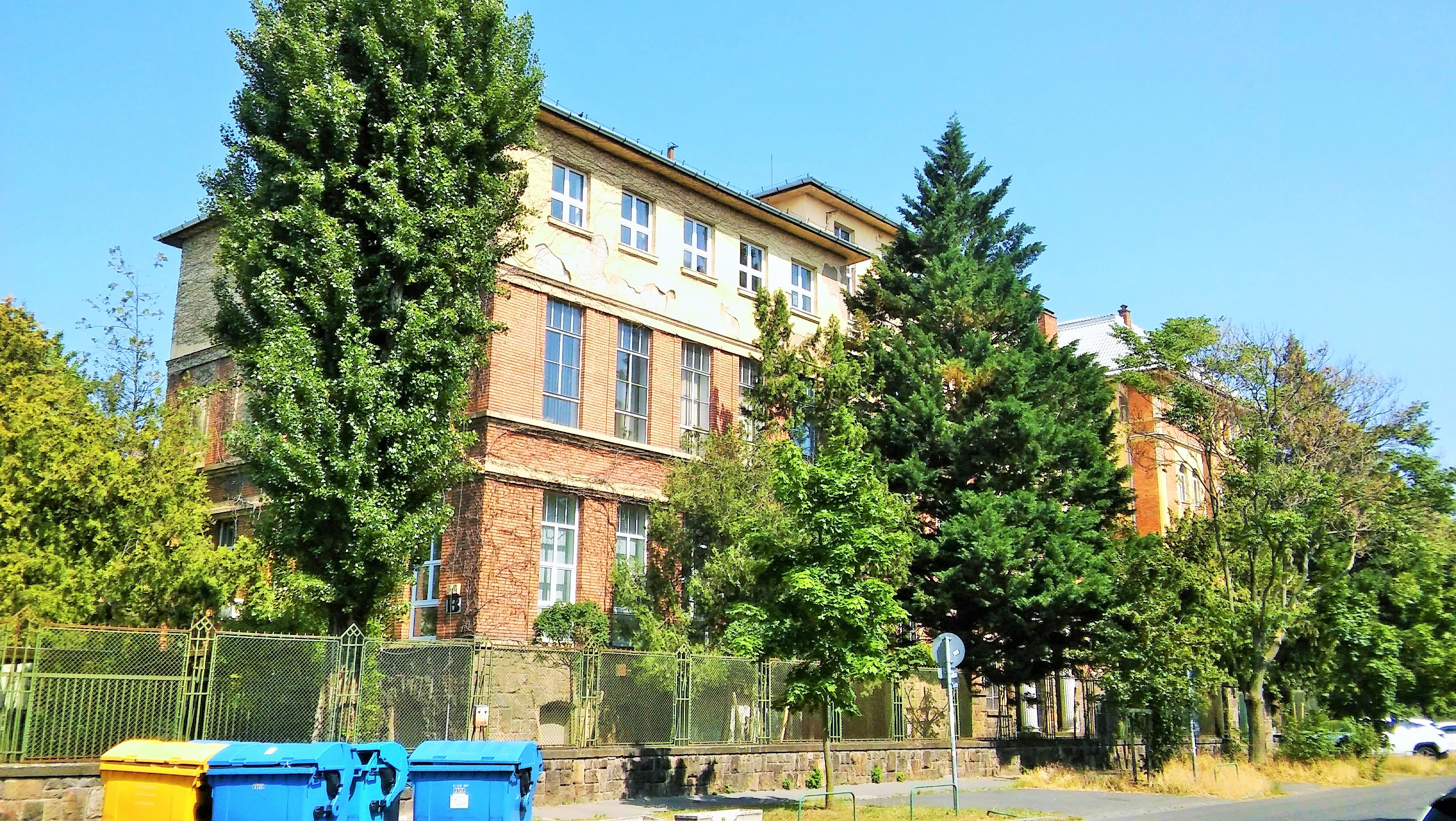
A Nemzeti Népegészségügyi és Gyógyszerészeti Központ épülete

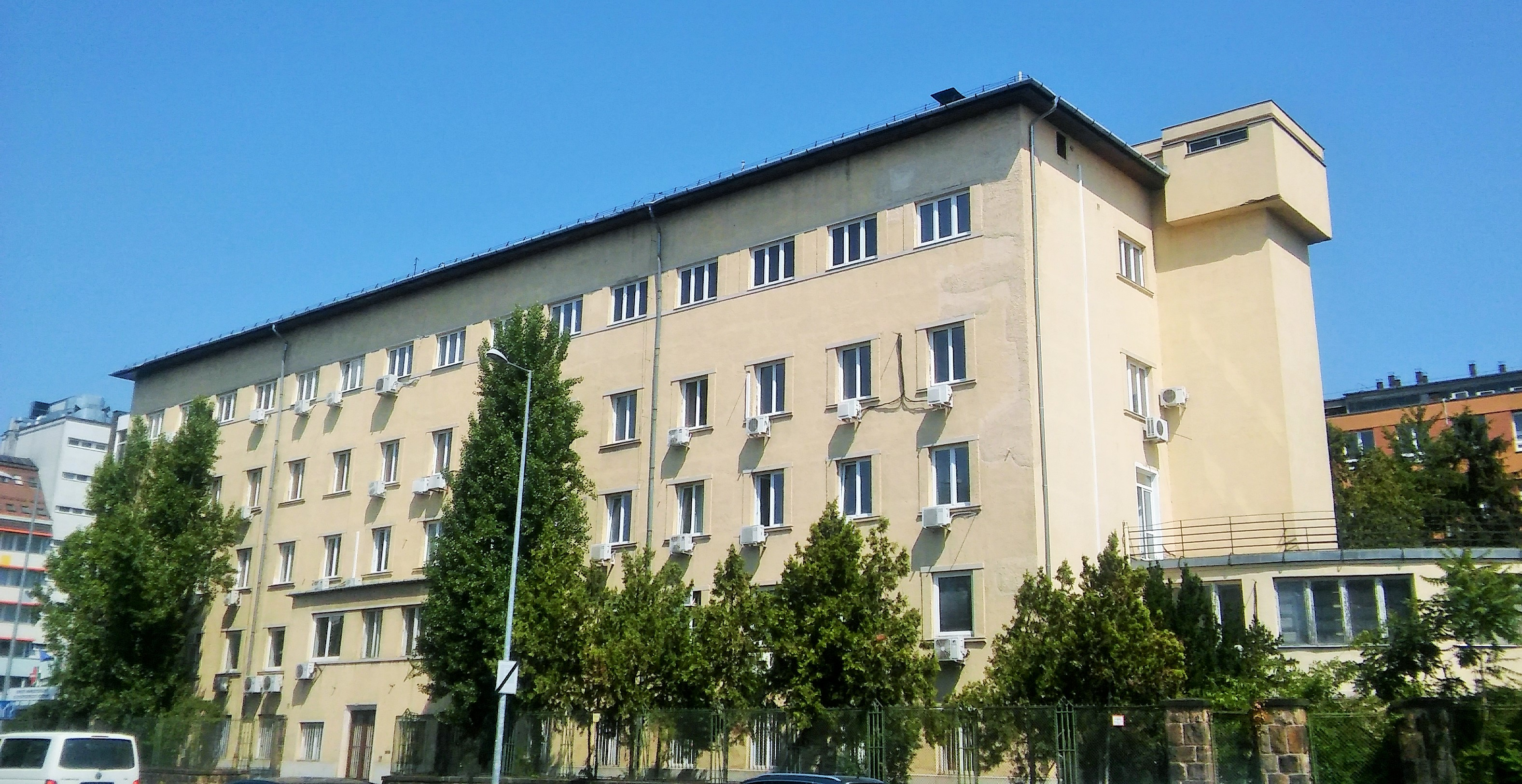
A Nemzeti Népegészségügyi és Gyógyszerészeti Központ épülete

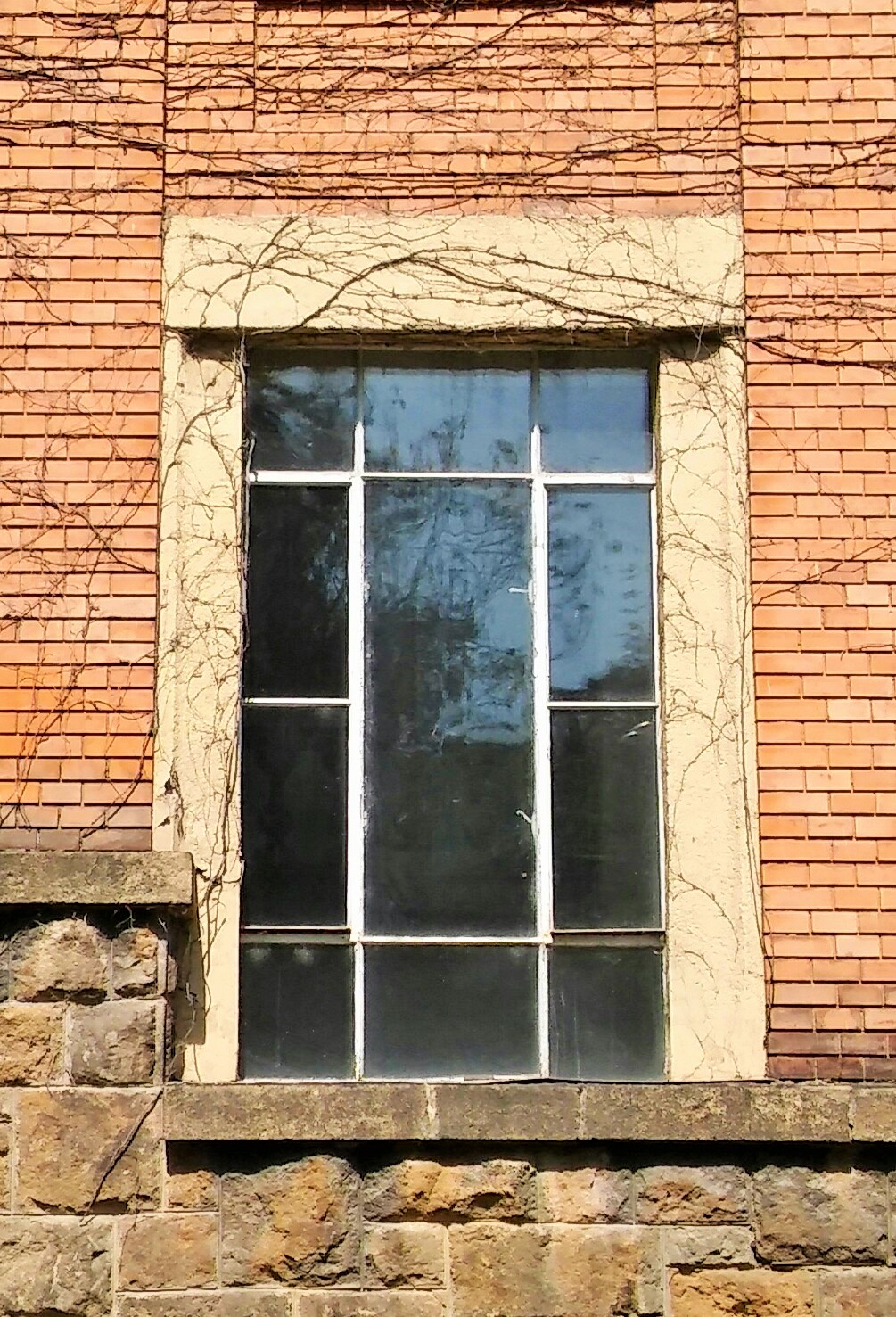
Épületrészlet

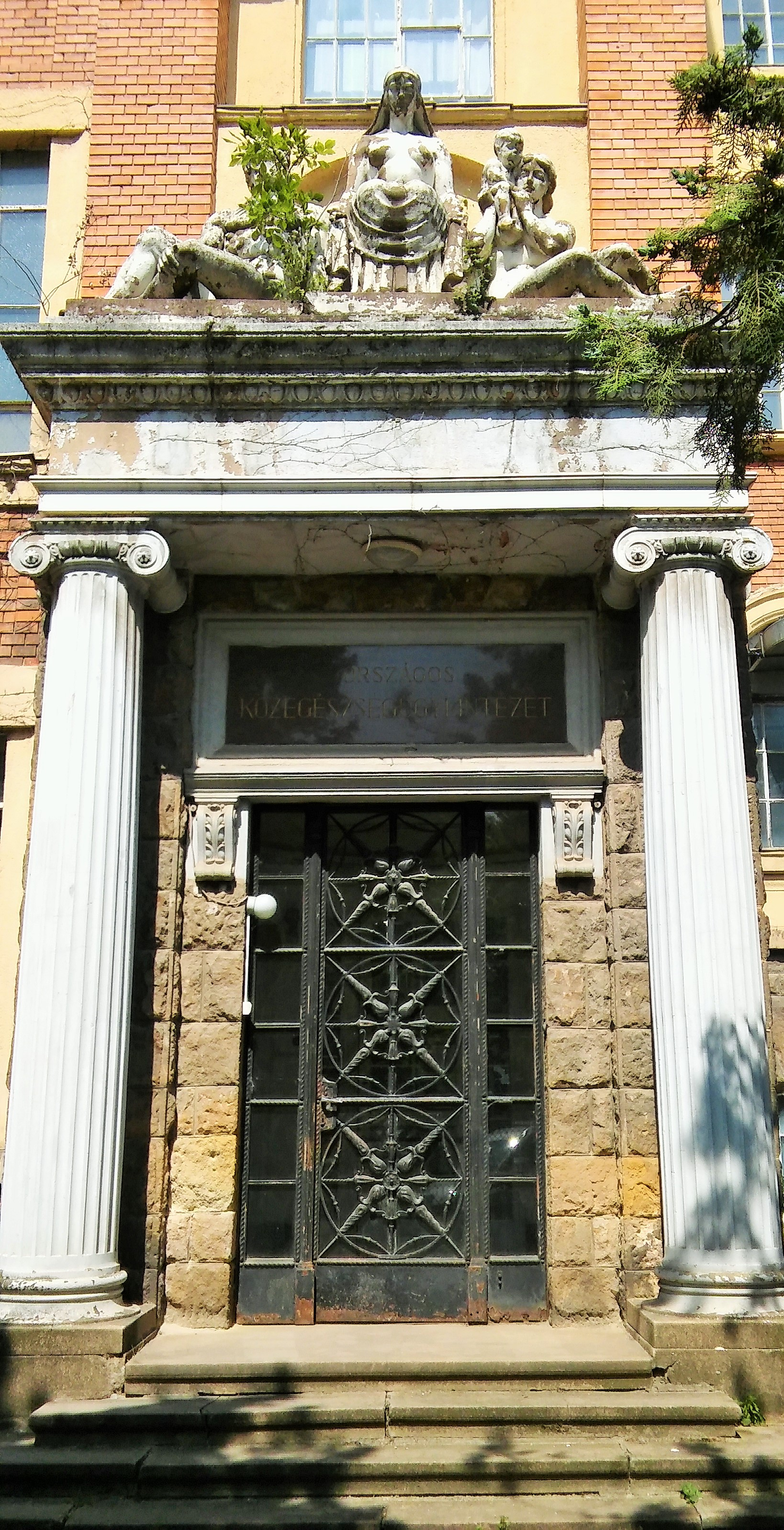
Épületrészlet

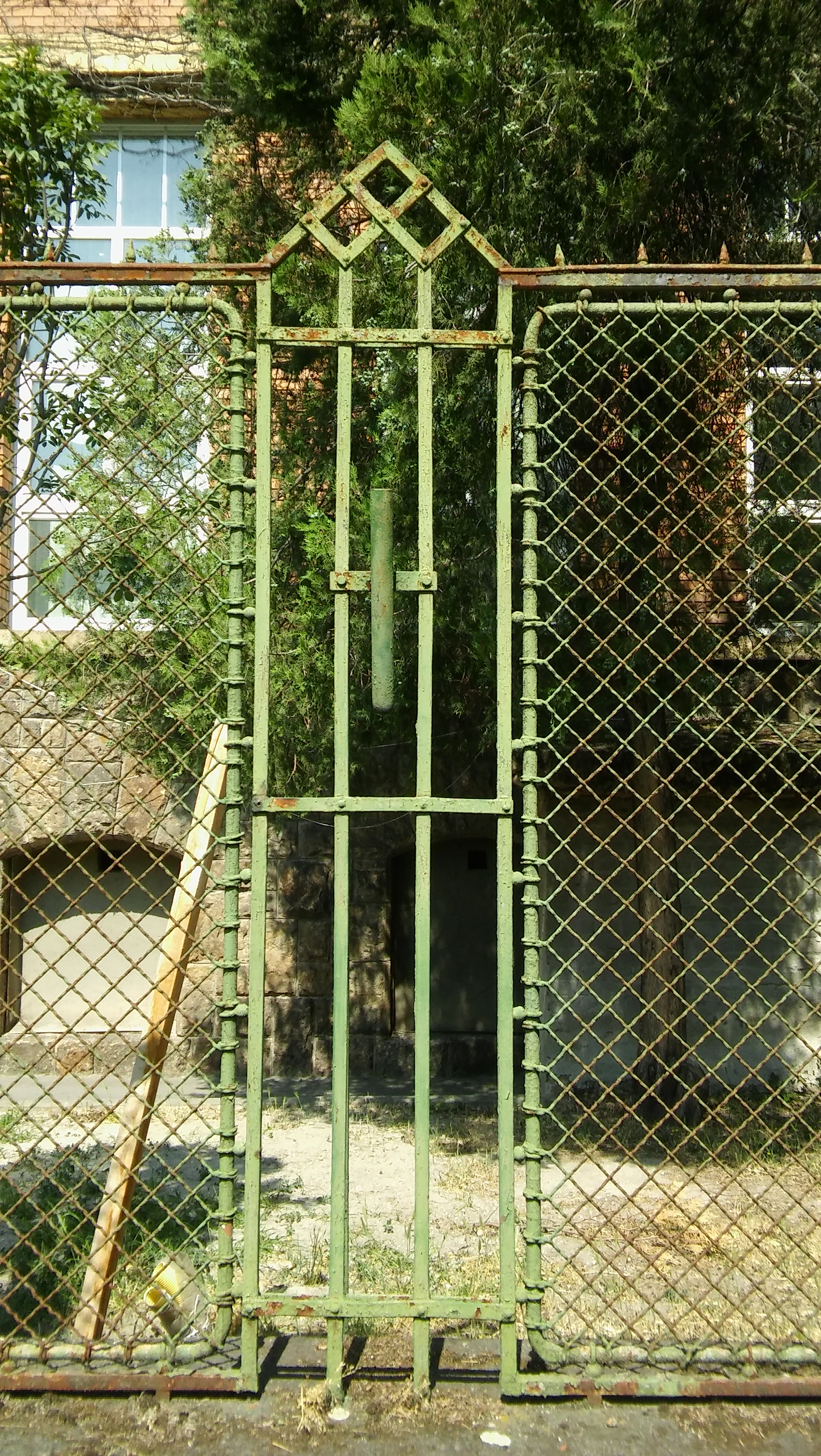
Kerítésrészlet

- 1097 Budapest, Albert Flórián út 2-6.[8]

Telephelyei
- a) 1097 Budapest, Albert Flórián út 3/a.,
- b) 1096 Budapest, Nagyvárad tér 2.,
- c) 1221 Budapest, Anna utca 5.,
- d) 1097 Budapest, Gyáli út 17–19.,
- e) 1073 Budapest, Kertész u. 32.[9]

## Az NNGYK vezetése
Az NNGYK-t az országos tisztifőorvos vezeti, őt, illetve helyetteseit és az NNGYK gazdasági igazgatóját – az országos tisztifőorvos javaslatára – az emberi erőforrások minisztere nevezi ki, illetve menti fel. Az egyéb munkáltatói jogok gyakorlására vonatkozóan az Emberi Erőforrások Minisztériuma (EMMI) Szervezeti és Működési Szabályzatában foglaltak az irányadók. (Jelenleg megbízott vezetője van a szervezetnek.)

## Státusza
- Szervezeti és Működési Szabályzata (SZMSZ)[12]
- Az NNGYK jogállását meghatározó jogszabály: a fővárosi és megyei kormányhivatal, valamint a járási (fővárosi kerületi) hivatal népegészségügyi feladatai ellátásáról, továbbá az  egészségügyi államigazgatási szerv kijelöléséről szóló 385/2016. (XII. 2.) Korm. rendelet.

## Története
- Elődei közé tartozik az 1927-ben alapított Országos Közegészségügyi Intézet, majd az 1951-ben létrejött KÖJÁL (Közegészségügyi és Járványügyi Állomás), valamint az ÁNTSZ.[13]
- Az ÁNTSZ-t 1991. április 9-ei hatállyal  az  Állami Népegészségügyi és Tisztiorvosi Szolgálatról szóló 1991. évi XI. törvény alapította.
- 2009-ben A magyar közegészségügy esélyei a változó struktúrában címen Balázs Péter közgazdász professzor publikált tanulmányt. Ebben azt írja: „Magyarországon az 1989. évi rendszerváltoztatás után létrehozott ÁNTSZ minden korábbi központosító hagyományt megőrzött, és a népegészségügy valamennyi funkcióját egyesítette. Ezt az integrált modellt változtatta meg 2006-tól a kormányzati politika egy új típusú struktúra célbavételével. Sajnos, az ÁNTSZ-t átalakítása nem elsősorban a humán medicina szemszögéből, hanem a központi államigazgatási szervek általános sajátosságai felől történt. Következésképpen, az új modell több száz éves hagyományt vetett el, és felosztotta a közegészségügy szakmailag egységes szerkezetét.”[14]

### Az ÁNTSZ hatásköre
Az Állami Népegészségügyi és Tisztiorvosi Szolgálat (ÁNTSZ) állami költségvetésből működtetett központi hivatal, amely irányító, koordináló és felügyeleti feladatokat lát el a közegészségügyi, a járványügyi, az egészségfejlesztési, az egészségügyi igazgatási tevékenységek felett, továbbá felügyeli az egészségügyi ellátást.
Az ÁNTSZ-nek az egyes tevékenységein belül kiemelt feladatai:
- a közegészségügyben: a környezet- és település-, élelmezés- és táplálkozás-, gyermek- és ifjúság-, sugáregészségügy, kémiai biztonság,
- az egészségfejlesztéssel kapcsolatban: egészségvédelem, egészségnevelés és egészségmegőrzés.

Az ÁNTSZ élén az országos tisztifőorvos áll, aki feladatait az egészségügyi miniszter közvetlen irányításával látja el.
Az ÁNTSZ szervezeti struktúrája háromszintű:
- központi szerve az Országos Tisztifőorvosi Hivatal (hozzá tartoznak a szakmai-módszertani feladatokat ellátó országos intézetek),
- a második szinten a regionális,
- a legalsó szinten a kistérségi intézetek helyezkednek el.

2018-ban alakult meg a Nemzeti Népegészségügyi Központ, amely átvette az ÁNTSZ korábbi feladatait: "Az Országos Közegészségügyi Intézet elnevezése 2018. október 1. napján Nemzeti Népegészségügyi Központra változik, egyidejűleg az Emberi Erőforrások Minisztériuma országos tisztifőorvosi feladatokért felelős helyettes államtitkára által irányított szervezeti egységek beolvadásos kiválással a Nemzeti Népegészségügyi Központba beolvadnak."

## Feladatai
- A Nemzeti Népegészségügyi Központ 2018. október 1. napjától ellátja mindazon feladatokat, amelyek 2018. szeptember 30-ig az Országos Közegészségügyi Intézet és az Emberi Erőforrások Minisztériuma országos tisztifőorvosi feladatokért felelős helyettes államtitkára által irányított szervezeti egységek feladatkörébe tartoztak.[16]
- részt vesz az országos népegészségügyi programok kidolgozásában és irányítja, szervezi, koordinálja a programok végrehajtásának területi és helyi feladatait.
- ellátja a jogszabályban meghatározott munkahigiénés és foglalkozás-egészségügyi kutatással összefüggő feladatait.
- drogpolitikai feladatokat lát el
- A Kormány a szabálysértésekről, a szabálysértési eljárásról és a szabálysértési nyilvántartási rendszerek tekintetében egészségügyi államigazgatási szervként az NNGYK-t jelöli ki.
- ellátja a nemzeti egészségügyi telefonos ügyfélszolgálati és online információs központ Egészségvonal szolgáltatásának működtetését[17]